# 張希哲 (解元)
張希哲，湖廣承宣佈政使司巴陵縣人。明朝解元、政治人物。

## 生平
明神宗萬曆三十四年（1606年），張希哲中式丙午科湖廣鄉試第一名舉人（解元）。